# 華顯光電
華顯光電技術控股有限公司，簡稱華顯光電（英語：China Display Optoelectronics Technology Holdings Limited，港交所：334），TCL集團企業成員，原名唯冠國際。2014年12月TCL集团（000100.SZ）入主，2015年更名為TCL顯示科技，2017年TCL集團把控股權轉給其下子公司華星光電，並易名為華顯光電。公司主要從事製造及銷售供手機及平板電腦使用的LCD模組（LCM）以及提供LCD模組加工服務。

## 公司大事
2018年9月14日，集團宣佈全資附屬公司華顯光電技術（惠州）有限公司營運之生產線已通過其中一間全球領先智能手機製造商之資格規定，並符合資格生產將用於上述智能手機製造商之終端產品之顯示模組產品。
2021年5月25日，集團宣佈其已訂立買賣協議出售武漢華顯光電技術有限公司（武漢華顯光電）70%權益與同系公司武漢華星光電技術有限公司（武漢華星光電），武漢華顯光電從事低溫多晶硅（「LTPS」）模組業務，出售武漢華顯光電已於二零二一年六月三十日完成，出售所得款項淨額約人民幣286百萬元將用於興建位於惠州陳江的觸控一體新型顯示模組智能工廠，規劃總建築面積約為10萬平方米，用於生產手機、智能穿戴、中尺寸產品及其他新產品的A-SI模組，該項目將於二零二二年底前逐步投產，廠內設有的智能生產設備及全自動化產線確保生產效率最大化，並預期產能將於未來五年內逐步增加。
2022年8月初，向惠州高盛達科技有限公司、惠州市智誠投資管理合夥企業（有限合夥）及惠州市智合投資管理合夥企業（有限合夥）收購惠州高盛達智顯科技有限公司（「高盛達智顯」）之100%股權，代價為人民幣51百萬元。

## 財務表現
| 项目                     | 2022年6月30日(半年) | 2021年12月31日(全年) | 2020年12月31日(經重列) |
| ------------------------ | ------------------- | -------------------- | ---------------------- |
| 營業額                   | 27.35億人民幣       | 58.40億人民幣        | 35.71億人民幣          |
| 毛利                     | 2.08億人民幣        | 4.95億人民幣         | 2.79億人民幣           |
| 純利（持續經營業務）     | 1.33億人民幣        | 1.66億人民幣         | 0.55億人民幣           |
| 每股盈利（持續經營業務） | 6.44分人民幣        | 7.94分人民幣         | 2.60分人民幣           |
| 股東權益                 | 9.57億人民幣        | 8.31億人民幣         | 7.51億人民幣           |

## 董事局
- 廖騫先生：主席兼非執行董事
- 歐洋洪平先生：首席執行官/執行董事
- 溫獻珍先生：執行董事
- 張鋒先生：執行董事
- 徐慧敏女士：獨立非執行董事
- 李揚先生：獨立非執行董事
- 徐岩先生：獨立非執行董事